# ニュプシオス
ニュプシオス（希：Νύψιος、ラテン文字転記：Nypsios、紀元前4世紀、生没年不明）はシュラクサイの僭主ディオニュシオス2世に仕えたネアポリス人の将軍である。
ニュプシオスはディオドロスによって「将軍として勇気と軍略に秀でた」人物であると述べられており、また彼の名前は彼がオスキ人であることを示しており、おそらくイスキア島のラッコ・アメーノの碑文に書かれたニュンプシオス（Νύμψιος）のことであろう。ディオニュシオス2世と彼からシュラクサイ人を解放すべく立ち上がったディオン（ディオニュシオス2世の父ディオニュシオス1世の家臣でディオニュシオス1世の妻の兄弟）との紀元前358年の戦争において、シュラクサイのアクロポリスに追い詰められて篭城していたディオニュシオス2世によってニュプシオスは食料など必要物資を同地に運ぶ命を受け、ロクリスからシュラクサイへと送られた。ディオンがレオンティノイに出払っており、ディオニュシオスの傭兵が食料の欠乏のためにシュラクサイ人に降伏する直前の夜明けにニュプシオスはアレトゥサに入港した。これに気付いたシュラクサイ人の艦隊との間で海戦が起こり、ニュプシオスの率いてきた艦隊は壊滅した。しかし、シュラクサイ人はこの勝利に油断し、城壁の警備兵すら酩酊して眠りこけていたところにニュプシオスの夜襲を受けてシュラクサイ市を占領された。ところが、この知らせを受けたディオンが帰国すると彼はたちまち僭主の軍勢を破って再びアクロポリスに追い詰めた。その後ニュプシオスがどうなったのかは不明である。